# Špiljan
Špiljan, bivše selo na području mjesta Kaštel Novoga, Grad Kaštela. 
Selo je postojalo u srednjem vijeku. U Špiljanu su seljani podigli crkvu sv. Marije (Stomorije). Bila je to župna crkva, a prvi put se spominje u osnivačkoj ispravi iz 1189. godine.
Crkva su u ranom srednjem vijeku, u starohrvatsko doba, podignuli na položaju zvanom Počivala pri ulazu u selo Špiljan kaštelanski Didići, koje neki smatraju najstarijim hrvatskim plemenitašima a drugi slobodnim seljaštvom. Didići su crkvu u Kaštelanskom polju sagradili i osnovali kao beneficij. Tako su stekli pravo izbora župnika koji se izdržavao od prihoda beneficija. Crkva je okružena stoljetnim stablima, u njezinom dvorištu je izvor vode.
Pod hrvatsko-ugarskim vladarima ovaj je kraj s podkozjačkim selima obilježen stalnim sukobima Splita i Trogira za prevlast u Kaštelanskom polju.
Špiljan je dio niza kaštelanskih sela koje su seljani napustili zbog učestalih turskih upada i pljačkanja, te se naselili uz morsku obalu gdje su podigli utvrđena naselja, uz kaštele na morskim hridinama koje su podigli splitski i trogirski zemljoposjednici. Napuštena sela su Smoljevac, Putalj, Lažani, Kozice, Ostrog, Šušnjare, Radun, Špiljan, Žestinj i Bijaći, a bila su se nalazila podno Trečanice (602 m), Opora (650 m) i Kozjaka (780 m). Naselja kao što su Babe, Žestin, Špiljan, Radun, Ostrog, Kruševik i ina bila su na južnim padinama Kozjaka; selo Baba lokva bilo je pogranično između Osmanskog Carstva i Mletačke Republike, a napušteno je koncem 16. stoljeća pred osmanskom najezdom.
Kaštel Novi se je razvio oko utvrđenog ljetnikovca kojeg je dao izgraditi Pavao-Antun Ćipiko, koji je izgradio susjedni Kaštel Stari. Tvrđavu je podignuo Za obraniti svoje zemlje i seljake iz Špiljana od osmanske navale, trogirski plemić i nećak Koriolana Čipika (koji je dao podići Kaštel Stari) Pavao Antun Ćipiko dao je izgraditi utvrđeni ljetnikovac oko kojeg se je razvio poslije Kaštel Novi. Seljani iz Špiljana preselili su se u utvrđeno naselje okruženo obrambenim zidovima, a s utvrdom ih je povezivao pokretni most. Obrambeni zid okruživao je utvrđeno naselje u koje su se smjestili Špiljani s istočne, sjeverne i zapadne strane. Na mjestu pokretnog mosta nastalo je Brce, na kojem je 1775. godine sagrađena bratska kuća sa satom.
Na mjestu gdje je izvor kod crkve su izvrsni uvjeti za pokretanje Biblijskog vrta. Napravljen je u čast prvog dolaska pape Ivana Pavla II. u Hrvatsku. U vrtu već je su neke biljke koje se spominju u Bibliji, a u planu je posaditi sve biljke koje se spominju u Bibliji. Uređenje biblijskog vrta je prema idejnom rješenju Dobrile Kraljić i arhitekta Ede Šegvića.